# علي محمد بازار
علي محمد بازار (بالفارسية: علی‌محمدبازار) هي قرية تقع في البلدة المركزية في إيران. يقدر عدد سكانها بـ 270 نسمة بحسب إحصاء 2016.